# Likskär
Likskär este o arie protejată (arie specială de conservare — SAC, sit de importanță comunitară — SCI) din Suedia întinsă pe o suprafață de 2.508,7 ha, integral pe uscat.

## Localizare
Centrul sitului Likskär este situat la coordonatele 65°38′24″N 23°00′35″E / 65.6399°N 23.0096°E.

## Înființare
Situl Likskär a fost declarat sit de importanță comunitară în iulie 2000 pentru a proteja 1 specie de plante. Situl a fost protejat și ca arie specială de conservare în martie 2011.

## Biodiversitate
Situată în ecoregiunile boreală și marină baltică, aria protejată conține 11 habitate naturale: Pajiști carstice calcaroase sau bazofile, de Alysso-Sedion albi, Mlaștini turboase de tranziție și turbării mișcătoare, Litoraluri nisipoase din Baltica boreală cu vegetație perenă, Bancuri de nisip acoperite în permanență slab de apă marină, Insulițe și insule mici din Baltica boreală, Recifuri, Taiga vestică, Vegetație perenă pe țărmurile stâncoase, Păduri naturale în etape succesive primare ale suprafețelor emergente de coastă, Pășuni de coastă din Baltica boreală, Pajiști uscate europene.
La baza desemnării sitului se află o specie protejată de  plante: Primula nutans.